# Biowasserstoff
Als Biowasserstoff wird Wasserstoff (H2) bezeichnet, der aus Biomasse oder mittels lebender Biomasse hergestellt wird. Per Kværner-Verfahren produzierter Wasserstoff aus Erdgas, die übliche Form der technischen Produktion von Wasserstoff, wird nicht als Biowasserstoff bezeichnet, auch wenn die dafür nötige Energie aus Biomasse stammt.
Wasserstoff ist ein energiereiches Gas, das z. B. in Brennstoffzellen zur Stromerzeugung, in Verbrennungsmotoren als Treibstoff oder in der chemischen Industrie genutzt werden kann. Derzeit spielt die energetische Nutzung noch keine wirtschaftlich relevante Rolle. Im Rahmen der Energiewende wird Wasserstoff als Speicher- und Transportform von Energie in einer sogenannten Wasserstoffwirtschaft diskutiert. Die Trägerformen sind reines Gas gekühlt und unter hohem Druck, Ammoniak oder Methanol, die zur Zeit diskutiert werden, in Verwendung. 

## Herstellung
Die Herstellung von Wasserstoff benötigt Energie, die bei Biowasserstoff entweder aus der als Rohstoff verwendeten Biomasse oder aus Sonnenenergie stammt, die von lebender Biomasse bei der Photosynthese absorbiert wird. Zum anderen wird das Element Wasserstoff benötigt. Dieses stammt aus der als Rohstoff verwendeten Biomasse oder wird als Bestandteil von Wasser dem Herstellungs- bzw. Erzeugungsprozess zugeführt.

### Herstellung aus Biomasse
Die Erzeugung von Wasserstoff aus Biomasse kann durch biologische und chemische Prozesse, sowie Dampfreformierung erfolgen:

#### Gärung
Im Labor-Maßstab kann aus energiereichen organischen Verbindungen in der Biomasse (z. B. Kohlenhydrate, Fette, Proteine) durch vergärende Bakterien neben CO2 und oxidierten organischen Verbindungen auch H2 gebildet werden. Bei diesem anaeroben Prozess kann von den Bakterien nur ein Teil der in der Biomasse enthaltenen Energie erschlossen werden, da Sauerstoff als Oxidationsmittel nicht zur Verfügung steht. Der gebildete Biowasserstoff kann somit einen großen Anteil der verbliebenen Energie enthalten.

#### Thermochemische Verarbeitung
In industriellem Maßstab kann Biowasserstoff aus Biomasse (Holz, Stroh, Grasschnitt etc.) aber auch aus sonstigen Bioenergieträgern (Biogas, Bioethanol etc.) durch thermochemische Verarbeitung (Vergasung oder Pyrolyse) und anschließende oder direkte Dampfreformierung hergestellt werden. Das bei der Vergasung gebildete Synthesegas besteht, je nach verwendetem Rohstoff, aus unterschiedlichen Anteilen Kohlendioxid (CO2), Kohlenmonoxid (CO), Methan (CH4), Wasserstoff und anderen Komponenten. Bei der Dampfreformierung finden chemische Reaktionen zwischen dem Wasserdampf und Synthesegasanteilen statt, wodurch die Wasserstoff-Ausbeute erhöht werden kann.
{\displaystyle \mathrm {CH_{4}+H_{2}O\;{\overrightarrow {\leftarrow }}\;CO+3\ H_{2},\ \Delta H=+201,4kJ/mol} }
(Methan + Wasserdampf → Kohlenstoffmonoxid + Wasserstoff; endotherm; andere Gleichungen ebenfalls denkbar)
{\displaystyle \mathrm {CO+H_{2}O\;{\overrightarrow {\leftarrow }}\;CO_{2}+H_{2},\ \ \ \Delta H=-41,2kJ/mol} }
(Shiftreaktion; leicht exotherm)
Dieses Verfahren der Wasserstoffherstellung kommt in großem Maßstab bei der Herstellung von Wasserstoff aus Erdgas zum Einsatz, z. B. zur Herstellung von Ammoniak für Stickstoffdünger (Haber-Bosch-Verfahren).
Als Endprodukte entstehen so im Wesentlichen Wasserstoff (mit einem Umwandlungs-Wirkungsgrad von ungefähr 78 %), Kohlendioxid und mineralische Asche. Zum Anfahren der Anlage kann das energiereiche Synthesegas verwendet werden. Anschließend soll sich der Prozess durch exotherme Reaktionen energetisch selbst tragen. Die Wasserstoffherstellung auf Basis der thermochemischen Biomassevergasung befindet sich im Versuchsstadium.

#### Vor- und Nachteile von Biowasserstoff aus Biomasse
Die Nutzung von Biowasserstoff bietet verschiedene Vor- und Nachteile. Die Bewertung hängt dabei im Einzelnen von den verwendeten Rohstoffen, den Herstellungsverfahren und der Art der Nutzung ab. Erschwert wird die Bewertung durch die fehlende praktische Erfahrung und bisher fehlende Relevanz der Biowasserstofferzeugung.

##### Vorteile
Bei der Erzeugung von Wasserstoff durch thermochemische Biomasseverarbeitung ("Vergasung") kann der Prozess so gesteuert werden, dass Holzkohle-ähnliches Biokohle-Granulat anfällt, welches, zusammen mit der angefallenen Mineral-Asche in Biomasse-Ackerflächen eingebracht, die Bodenfruchtbarkeit und das Wasserhalte-Vermögen insbesondere von sandigen Böden verbessert.
Gleichzeitig wird durch diese Verfahrensweise der Kohlendioxid-Anteil der Atmosphäre verringert. Ohne die Biokohle-Bodeneinbringung würde nur soviel CO2 freigesetzt, wie zuvor bei der Bildung der Biomasse aufgenommen wurde. Der Kohlenstoffkreislauf wäre geschlossen und diese Energieart daher als nahezu Klima-neutral zu klassifizieren. Für die Erstellung einer korrekten Klimabilanz sind allerdings sämtliche Vorketten-energetische Aufwendungen und Emissionen des Gesamtprozesses (Pflanzenanbau, Düngung, Verarbeitung, Transport etc.) zu berücksichtigen.
Die Abhängigkeit von Energie-Importen wird verringert, wenn Biomasse und Bio-Wasserstoff regional erzeugt werden.
Es wird kontrovers diskutiert, welcher Modifikationsaufwand erforderlich ist, um das Gasversorgungsnetz für den Transport von Wasserstoff zu den Endverbrauchs-Stellen zu ertüchtigen. Dabei ist zu berücksichtigen, dass das früher von Kokereien durch Kohle-Vergasung erzeugte Stadtgas schon zu rund 60 % aus Wasserstoff bestanden hat.

##### Nachteile

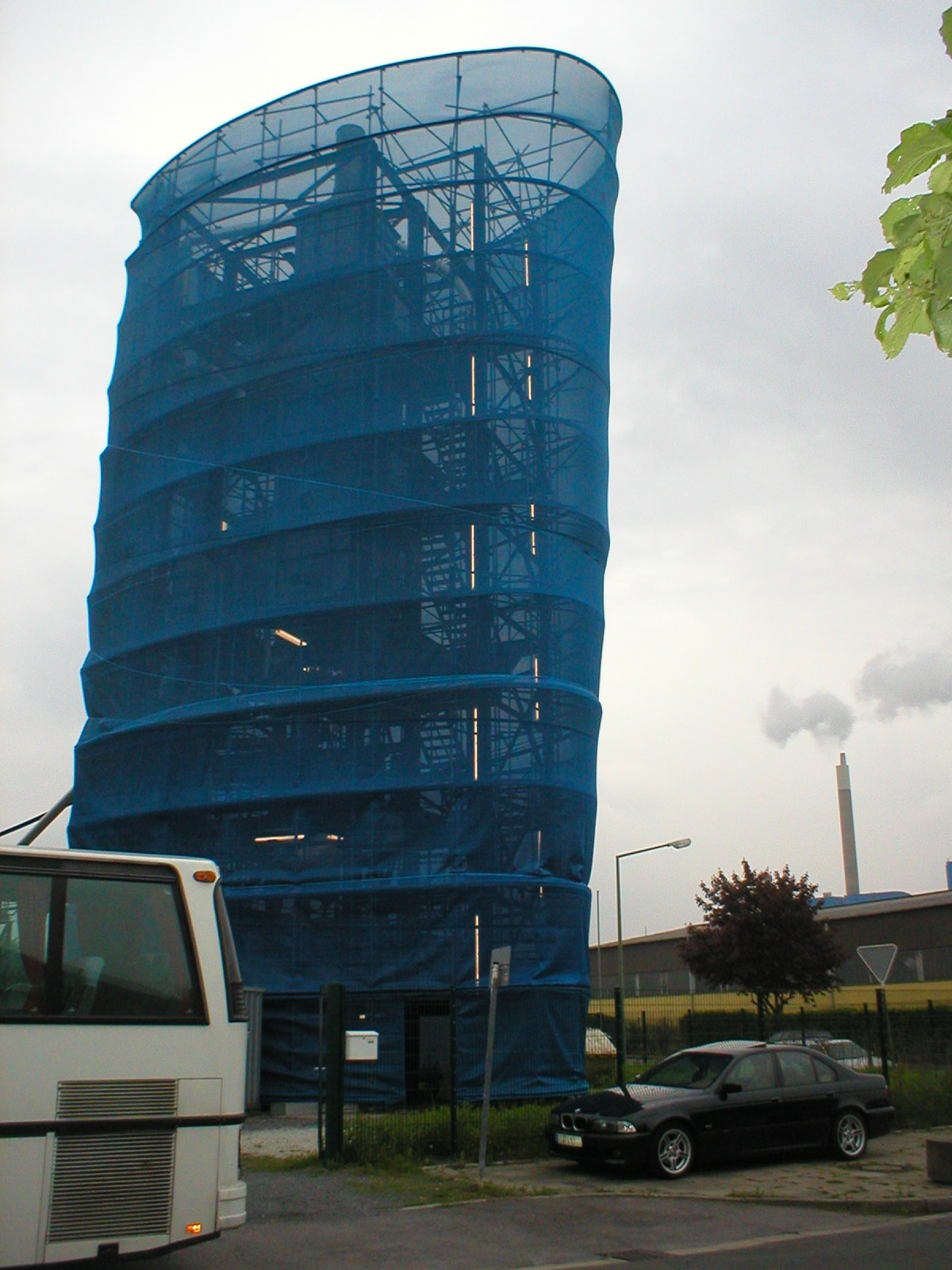
Blauer Turm in Herten in einer frühen Variante des Jahres 2003

Die Aufbereitung von Biomasse, Zwischenprodukten in der Herstellung und des Endprodukts ist aufwendig. Bei Gewinnung und Rückführung von Nährstoffen aus der verarbeiteten Biomasse in Form von Mineral-Asche auf die Anbauflächen können bestimmte Elemente wie zum Beispiel Stickstoff und Schwefel verloren gehen. Diese müssen dann durch entsprechende Kunstdünger-Zugaben ersetzt werden. Die meisten Verfahren zur Biowasserstoff-Erzeugung sind bisher erst in Pilotanlagen erfolgreich erprobt worden. Der Grundstein für eine größere Demonstrationsanlage Blauer Turm Herten wurde 2009 gelegt. Die geplante Anlage sollte 150 m³ Wasserstoff in der Stunde produzieren. Allerdings ging der Hauptinvestor Solar Millennium Ende 2011 in Insolvenz, das Projekt wurde aufgegeben.

### HerstellungmittelsBiomasse

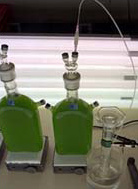
Wasserstoffherstellung mittels Algen im Labormaßstab

Zur Biowasserstoff-Herstellung kann auch lebende Biomasse (z. B. Cyanobakterien, Algen) verwendet werden. Bei einigen Stoffwechselprozessen (z. B. Photosynthese, Stickstofffixierung) durch bestimmte Enzyme (z. B. Nitrogenasen, Hydrogenasen) kann Wasserstoff entstehen. Unterschieden werden kann zwischen oxygener und anoxygener Photosynthese.

#### Oxygene Photosynthese
Die typische Photosynthese, z. B. von Landpflanzen und Algen, wird als oxygen (sauerstoffbildend, siehe oxygene Photosynthese) bezeichnet, da als Produkt der Wasserspaltung Sauerstoff freigesetzt wird:
{\displaystyle {\begin{matrix}\mathrm {6\;CO_{2}+12\;H_{2}O\quad {\xrightarrow {h\nu }}\;C_{6}H_{12}O_{6}+6\;O_{2}+6\;H_{2}O} \qquad \Delta H^{0}=+2870\ {\frac {\mathrm {kJ} }{\mathrm {mol} }}\end{matrix}}}
Brutto-Reaktionsgleichung für die oxygene Photosynthese
Zweck der Photosynthese ist die Energiebereitstellung. Die Freisetzung von energiereichem Biowasserstoff bedeutet jedoch einen Verlust von Energie. Diese Prozesse treten daher nur unter bestimmten Umständen auf:
- Cyanobakterien sind in der Lage, durch Nitrogenasen den wichtigen Nährstoff Stickstoff aus der schwer zugänglichen Form N2 (z. B. in der Luft vorliegend oder in Wasser gelöst) in biologisch zugängliche Verbindungen umzuwandeln. Basis ist diese Reaktion der Stickstofffixierung:

{\displaystyle \mathrm {N_{2}+8\ H^{+}+8\ e^{-}\longrightarrow 2\ NH_{3}+H_{2}\!} }
Die Elektronen (e−) und Protonen (H+) können aus der photosynthetischen Wasserspaltung der parallel betriebenen, sauerstoffbildenden Photosynthese stammen. Das Produkt bzw. Produktgas enthält somit sowohl Sauerstoff als auch Wasserstoff.
- Grünalgen betreiben ebenfalls die oxygene Photosynthese. Unter bestimmten Umständen werden die bei der photosynthetischen Wasserspaltung bereitgestellten energiereichen Elektronen nicht zur Reduktion von Kohlendioxid verwendet, sondern in einer Art Leerlaufreaktion mit Protonen (aus der umgebenden wässrigen Phase) zu Wasserstoffmolekülen umgesetzt. Diese von Hydrogenasen katalysierte Reaktion wird beispielsweise in Abwesenheit von Sauerstoff induziert.[1][8]

Die aufgenommene Sonnenenergie wird also nicht zunächst in Biomasse gespeichert, sondern kann direkt in Wasserstoff umgewandelt werden. Es wird versucht, in Wasserstoffbioreaktoren diesen Prozess nutzbar zu machen.

#### Anoxygene Photosynthese
Bei der anoxygenen Photosynthese können aus organischen Substraten oder reduzierten Schwefelverbindungen durch phototrophe Bakterien unter Verwendung der Sonnenenergie H2 und CO2 oder oxidierte Schwefelverbindungen gebildet werden.

#### Vor- und Nachteile von Biowasserstoff aus Sonnenenergie
Die Herstellung von Biowasserstoff aus Sonnenenergie mittels Stoffwechselprozessen unterscheiden sich deutlich bzw. vollständig von der Herstellung aus Biomasse. Somit sind auch andere Vor- und Nachteile gegeben.
In Algenreaktoren bzw. Photobioreaktoren kultivierte, Photosynthese betreibende Algen können eine deutlich höhere energetische Produktivität pro Fläche haben als Pflanzen. Bei der photosynthetischen Erzeugung von Wasserstoff wird die Sonnenenergie direkt in einen Endenergieträger umgewandelt. Umwandlungsverluste gegenüber der Erzeugung und Nutzung von kohlenstoffbasierter Biomasse (Holz, Bioethanol, Biodiesel, Biogas etc.) könnten theoretisch verringert werden.
Die Kultivierung von Algen und Bakterien ist mit hohen Investitions- und Betriebskosten verbunden. Eine kommerzielle Erzeugung von Wasserstoff mittels Biomasse ist derzeit nicht gegeben. Die Stoffwechselprozesse, bei denen Wasserstoff erzeugt wird, treten in der Natur nur in geringem Maße oder unter besonderen Bedingungen (Stresssituationen) auf. Eine Übertragung von Labor- auf Produktionsbedingungen ist bisher nicht absehbar.

## Kosten
Nach einer Studie des Fraunhofer-Institut für System und Innovationsforschung liegen die spezifischen Kosten ("Fabrikationskosten ohne Transport") für mit allothermer Wirbelschichtvergasung erzeugtem Bio-Wasserstoff bei ca. 59,0 EUR/GJ H2 (bzw. 7,1 EUR/kg H2); die bei der Erzeugung mit vergärungsbasierten Anlagen entstehenden spezifischen Kosten liegen zwischen 76,1EUR/GJ H2 (bzw. 9,1 EUR/kg H2) und 54,2EUR/GJ H2 (bzw. 6,5 EUR/kg H2).

### Vergleich mit Benzin auf Masse-Basis
Vergleicht man dies mit dem "Zapfsäulenpreis" von Benzin (Stand Januar 2015) von ca. 1,20 EUR pro Liter (1,6 EUR/kg Benzin), so ist Bio-Wasserstoff mindestens 4 bis 5,6-mal teurer als Benzin.

### Vergleich mit Benzin auf Brennwert-Basis
Wasserstoff hat einen Brennwert von ca. 142 MJ/kg. Brennwertbezogen lägen die Fabrikationskosten von Bio-Wasserstoff damit zwischen
4,5 ct/MJ und 6,4 ct/MJ.
Benzin hat einen Brennwert von 43 MJ/kg was Kosten von 2,7 ct/MJ (Stand Januar 2015) entspricht.
Brennwertbezogen wäre Wasserstoff somit mindestens 1,6 bis 2,37-mal teurer als Benzin.

### Vergleich mit Benzin auf km-Basis
Für 100 km Fahrleistung mit einer Benzin-Großraumlimousine fallen (Stand Januar 2015) ca. 7,44 EUR Kosten an. Ein vergleichbares Brennstoffzellenfahrzeug verbraucht gegenwärtig ca. 0,970 kg H2/100 km, was Bio-Wasserstoffkosten von 6,30 EUR bis 8,82 EUR pro 100 km Wegeleistung entspräche.

## Perspektive
Die Verfahren zur Erzeugung von Biowasserstoff befinden sich noch in der Entwicklung oder im Prototypeneinsatz. Praktische Erfahrungen im großtechnischen Einsatz fehlen noch. Die Herstellung von Wasserstoff aus Biomasse steht in Konkurrenz zur Biomasseverflüssigung. Die so gewonnenen Kraftstoffe haben als Energieträger eine höhere Energiedichte und sind einfacher handhabbar. Eine abschließende Beurteilung ist z. Zt. nicht möglich.